# Mayomyzon pieckoensis
 (décembre 2018).
Si vous disposez d'ouvrages ou d'articles de référence ou si vous connaissez des sites web de qualité traitant du thème abordé ici, merci de compléter l'article en donnant les références utiles à sa vérifiabilité et en les liant à la section « Notes et références ».
Genre
Espèce
Mayomyzon pieckoensis est une espèce de lamproies aujourd'hui éteinte. On a retrouvé les fossiles à Mazon Creek dans l'Illinois, datant du Pennsylvanien (il y a environ 300 millions d'années). L'espèce a été décrite par David Bardack et Rainer Zangerl en 1968 dans les colonnes de la revue Science.
Le genre Mayomyzon est ainsi nommé en l'honneur de S. Maya, qui a exposé le fossile dans un musée d'histoire naturelle, mais le nom spécifique pieckoensis fait référence à Helena T. Piecko, la propriétaire de la collection de fossiles de Mazon Creek, qui a rendu les objets exposés accessibles au public.